# Xylopia neglecta
Xylopia neglecta este o specie de plante angiosperme din genul Xylopia, familia Annonaceae. A fost descrisă pentru prima dată de Carl Ernst Otto Kuntze, și a primit numele actual de la Robert Elias Fries. Conform Catalogue of Life specia Xylopia neglecta nu are subspecii cunoscute.